# Jeffrey Wahlberg

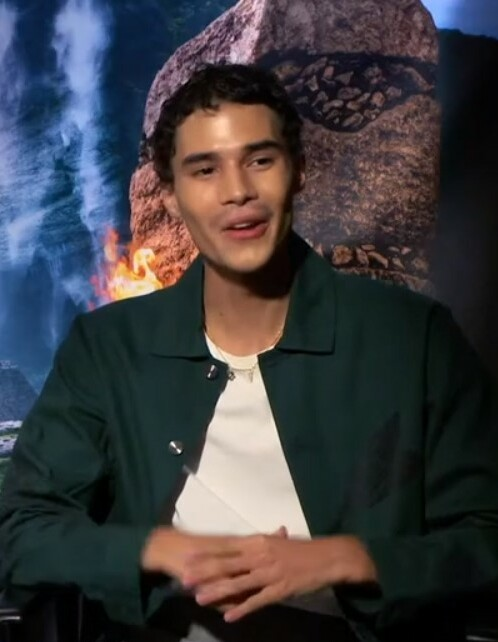
Jeffrey Wahlberg, 2020

Jeffrey Wahlberg (* 17. Juli 1996) ist ein US-amerikanischer Filmschauspieler.

## Leben
Jeffrey Wahlberg ist der Sohn von James „Jim“ Wahlberg, dem Bruder von Donnie Wahlberg und Mark Wahlberg und damit deren Neffe.
Sein Schauspieldebüt gab Wahlberg 2012 in dem Film A Feeling from Within in der Rolle von James Scully. In dem Fernsehfilm Instant Gratification aus dem Jahr 2015 spielte er Peter. In dem Kurzfilm If Only aus dem Jahr 2015 spielte er den Opium-süchtigen Isaac Diaz. In dem Independent-Kurzfilm Toyed spielte er Carlos, einen jungen Latino, der in den 1990er-Jahren in Miami lebt, als die Graffitikultur gerade einen ihrer Höhepunkte erlebt.
Im Film Future World von James Franco und Bruce Thierry Cheung erhielt Wahlberg eine Hauptrolle. Er spielt im Film einen jungen Prinzen, der sich in einer postapokalyptischen Welt auf die Suche nach einem scheinbaren Heilmittel für seine sterbenskranke Mutter macht und unterwegs auf eine Androidin trifft. Die Dreharbeiten zum Film wurden im Jahre 2016 beendet, er kam am 25. Mai 2018 in die US-Kinos.
Zudem erhielt Wahlberg im Film Don’t Come Back from the Moon die Rolle von Mickey Smalley. Der Film ist eine Adaption eines Romans von Dean Bakopoulos, für den Franco die Rechte erworben hatte. Der Film wurde am 20. Juni 2017 erstmals beim Filmfestival in Los Angeles vorgestellt.

## Filmografie (Auswahl)
- 2012: A Feeling from Within
- 2015: Instant Gratification (Fernsehfilm)
- 2015: If Only (Kurzfilm)
- 2017: Don’t Come Back from the Moon
- 2018: Future World
- 2019: Dora und die goldene Stadt
- 2021: Cherry – Das Ende aller Unschuld (Cherry)